# 巴基斯坦動畫
巴基斯坦動畫泛指巴基斯坦境內的動畫產業，包含原創與代工。

## 歷史
巴基斯坦的動畫產業發展於2010年代後開始蓬勃發展。以2018年來說，即有4部動畫電影上映，包括《Tick Tock》、《奇幻森林之兽语小子》、《3 Bahadur：勇士崛起》和《驢子當家》，其中由阿齊茲·金達尼執導的《驢子當家》成為第一部被翻譯成十種語言在多個國際影院上映的巴基斯坦電影。同時也是目前巴基斯坦票房最高的動畫長片。巴基斯坦的第一部手繪動畫電影，由卡拉奇Mano Animation Studios製作的《玻璃工人》已在2024年上映。
儘管眾多作品取得成功，目前巴基斯坦動畫產業整體上仍面臨諸多挑戰，包括故事、劇本的人才相對缺乏，以及缺少足夠的投資者。

## 作品列表
- 巴基斯坦動畫電影列表（英语：List of Pakistani animated films）
- 巴基斯坦動畫電視劇列表（英语：List of Pakistani animated television series）